# Relikwiarz świętego Zygmunta
Relikwiarz świętego Zygmunta – gotycki relikwiarz w kształcie pełnoplastycznego popiersia (hermy) przedstawiającego świętego Zygmunta wykonany w roku 1370. Miejsce wykonania dzieła jest dyskusyjne, badacze optowali zarówno Akwizgran, Pragę oraz Kraków, miasta będące wówczas prężnymi ośrodkami złotniczymi. Pierwotnym miejscem, gdzie wystawiano relikwiarz, była katedra w Płocku. Obecnie prezentowany jest w zbiorach złotnictwa płockiego Muzeum Diecezjalnego. Relikwiarz jest cennym przykładem złotnictwa  doby panowania Kazimierza III Wielkiego. W nieznanym czasie (niewykluczone że w czasie wykonania relikwiarza, lub podczas konserwacji w 1601 r.) hermę nakryto srebrną koroną.

## Dzieje
Historia kultu św. Zygmunta w Płocku sięga czasów panowania księcia Bolesława Kędzierzawego. Mianowany w 1156 r. przez księcia na biskupa płocki Werner, w roku 1165 przewodniczył poselstwu do cesarza Fryderyka I w Akwizgranie. Przywiózł stamtąd relikwie św. Zygmunta Burgundzkiego patrona miasta Płocka. Obecny relikwiarz świętego Zygmunta został wykonany w roku 1370, o czym poświadcza data umieszczona na cokole. Zastąpił starszy skrzyniowy o którym wspominają źródła z XIV w. Zleceniodawcą hermy był Kazimierz III Wielki, który wcześniej przyczynił się do umocnienia Płocka obwarowaniami oraz odnowił miejscowy zamek. Zamiarem Piasta było odnowienie katedry płockiej, czego przez swoją śmierć nie udało się zrealizować. O planach odnowy katedry oraz kulcie św. Zygmunta przez Kazimierza Wielkiego wspomina Kronika Janka z Czarnkowa. W 1601 roku relikwiarz przeszedł konserwację, którą wykonał miejscowy złotnik Stanisław Zemelka. Odnowił zarówno samo popiersie jak nakrytą go koronę, uzupełniając ją współczesnymi dodatkami (m.in. obramienia segmentów korony, obręcz z dekoracją ornamentalną u nasady korony). Podczas II wojny światowej został zrabowany i wywieziony w głąb Niemiec. Dzięki m.in. Bercie Thiegart,  kierowniczce płockiej Kasy Miejskiej, która ukrywała część płockiego skarbca przed zniszczeniem w swoim domu w okolicach Osnabrück i przekazała jednemu z kapelanów wojsk alianckich, trafił w roku 1949 do Polski. Przez zarządzenie Ministerstwa Kultury i Sztuki relikwiarz był eksponowany w warszawskim Muzeum Narodowym, dopiero dzięki staraniom ówczesnego biskupa płockiego Bogdana Sikorskiego dnia 6 listopada 1980 dokonano uroczystego wniesienia relikwiarza do katedry. Następnie trafił do Muzeum Diecezjalnego w Płocku, gdzie wraz z zachowanymi zabytkami skarbca płockiej katedry prezentowany jest do dziś.

## Wygląd

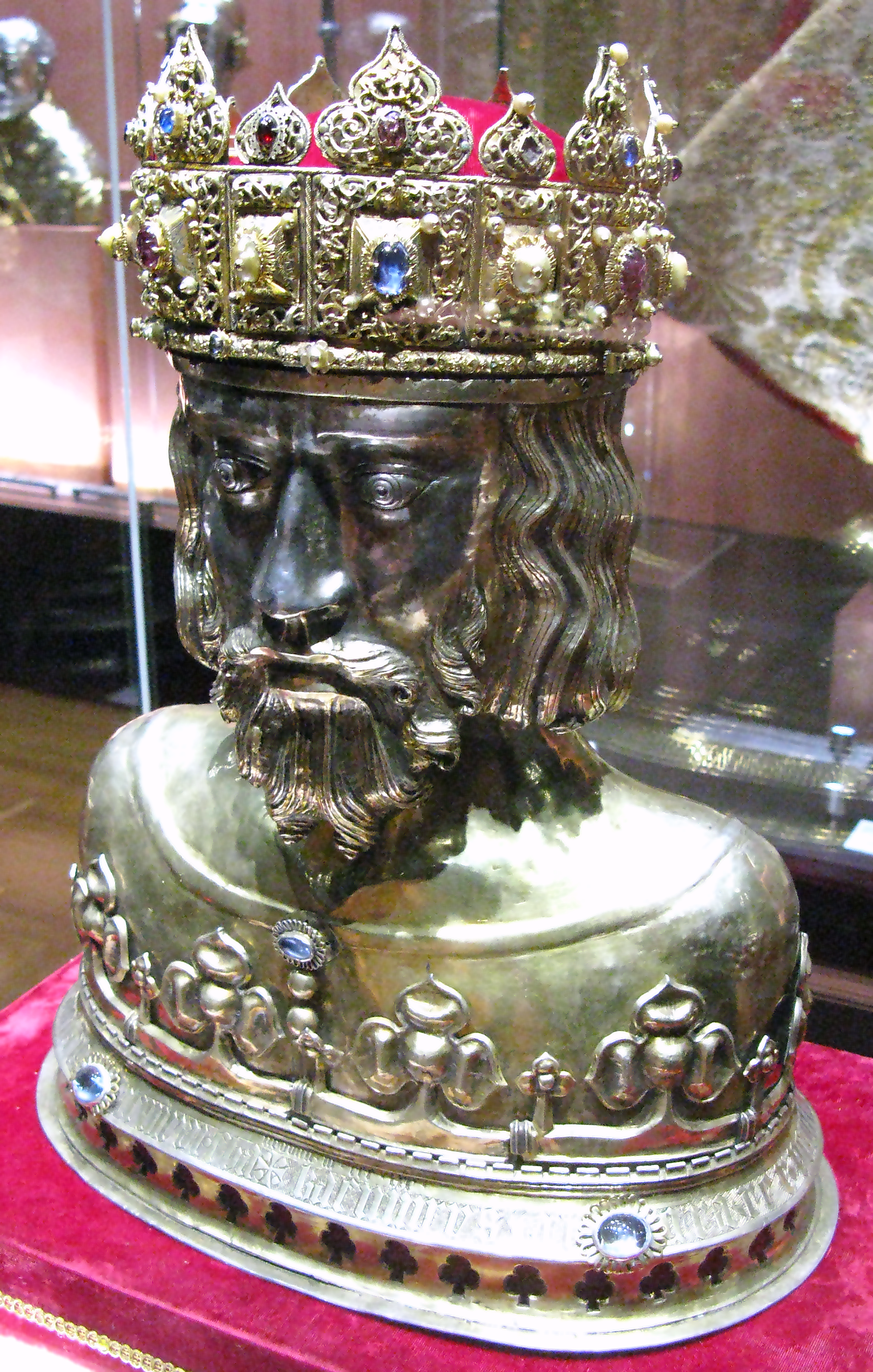
Relikwiarz św. Zygmunta

Relikwiarz jest wykonany ze srebra, które jest częściowo pozłacane. Ma plan zbliżony do owalu. Ponad wydatnym ażurowym cokołem z motywem o kształcie treflowym znajduje się pas z minuskułową inskrypcją: + kazimirvs · dei · gra[tiae] · rex · polonie · procvravit · istvd · caput · argentev · ad · honor[e]m · sancti · sigismvndi · sb a [n] no domi[ni] · m · ccc · lxx. Powyżej naśladująca formę korony obwódka, w tylnej partii zdekompletowana. Skromne, obcisłe odzienie akcentuje szeroki kołnierz. Św. Zygmunt został przedstawiony w sile wieku,  o silnie podkreślonych rysach twarzy, bujnym starannie opracowanym zaroście i lekko falistych włosach sięgających ponad ramiona. Nisko na czole osadzona jest na obręczy korona złożona z czternastu segmentów na przemian węższych i szerszych, zwieńczonych motywem trójliścia. Poszczególne segmenty oraz ich zwieńczenia zdobią kamienie szlachetne m.in. szafiry, rubiny) oraz perły.  (w dolnej strefie na prostokątnych w obrysie kasztach w formie ściętych ostrosłupów) otoczone ażurową dekoracją ornamentalno-roślinną  pośród niej na zwieńczeniach i u nasady segmentów figurki jeźdźców. Starsze elementy zostały przytwierdzone od wewnątrz do blachy, na zewnątrz obramione, na dole wydatną obwódka z pojedynczymi klejnotami. Kameryzowany jest także pas inskrypcyjny. Nadto pojedynczy szafir umieszczono poniżej kołnierza.

## Analiza
Relikwiarz świętego Zygmunta reprezentuje typ hermy - relikwiarza piersiowego, kryjącego wewnątrz relikwie głowy (czaszki). Poza relikwiami po Chrystusie i Marii w hierarchii relikwii świętych, czaszki lub ich fragmenty należały do najwyższej rangi i od wczesnego średniowiecza były przechowywane w relikwiarzach w formie głowy, lub częściej popiersia. Zazwyczaj w przypadku herm świętych władców tego typu relikwiarze ozdabiano koronami, niekiedy darowanymi przez władców. Znane są przykłady przede wszystkim z przesłanek źródłowych m.in. w skład relikwii w paryskiej Sainte-Chapelle należała herma św. Ludwika, zaś pośród  Hallesches Heiltum - skarbca Albrechta Brandenburskiego wchodził m.in. popiersiowy relikwiarz św. Henryka. Król Czech i cesarz, Karol IV Luksemburski dał się poznać jako wielki krzewiciel i orędownik kultu relikwii. Z osobą tego władcy są znane m.in. niezachowane popiersia w tym dwa złote - św. Wacława, pierwotnie nakryte zachowane koroną koronacyjną królów czeskich oraz relikwiarz św. Zygmunta, de facto fundacja ostatniej małżonki Karola IV Luksemburskiego Elżbiety Pomorzanki – wnuczki Kazimierza III Wielkiego, w obecności tegoż władcy dokonała sakry ślubnej z Karolem IV w Krakowie. Niezależnie od rozmaitych stanowisk badawczych w niemieckiej, czeskiej i polskiej historiografii artystycznej dotyczącej płockiego relikwiarza św. Zygmunta, XIV wiek był okresem szczególnego kultu dawnych władców żywiony przez współczesnych. Wspomniany Karol IV pokłosie koronacji w 1349 roku na króla niemieckiego, która odbyła się w Akwizgranie, darzył wielką czcią Karola Wielkiego. Znakami tego są zachowane fundacje Luksemburczyka zarówno w Akwizgranie, przede wszystkim srebrny i pozłacany relikwiarz popiersiowy Karola Wielkiego wzbogacony koroną sprowadzoną z Pragi.

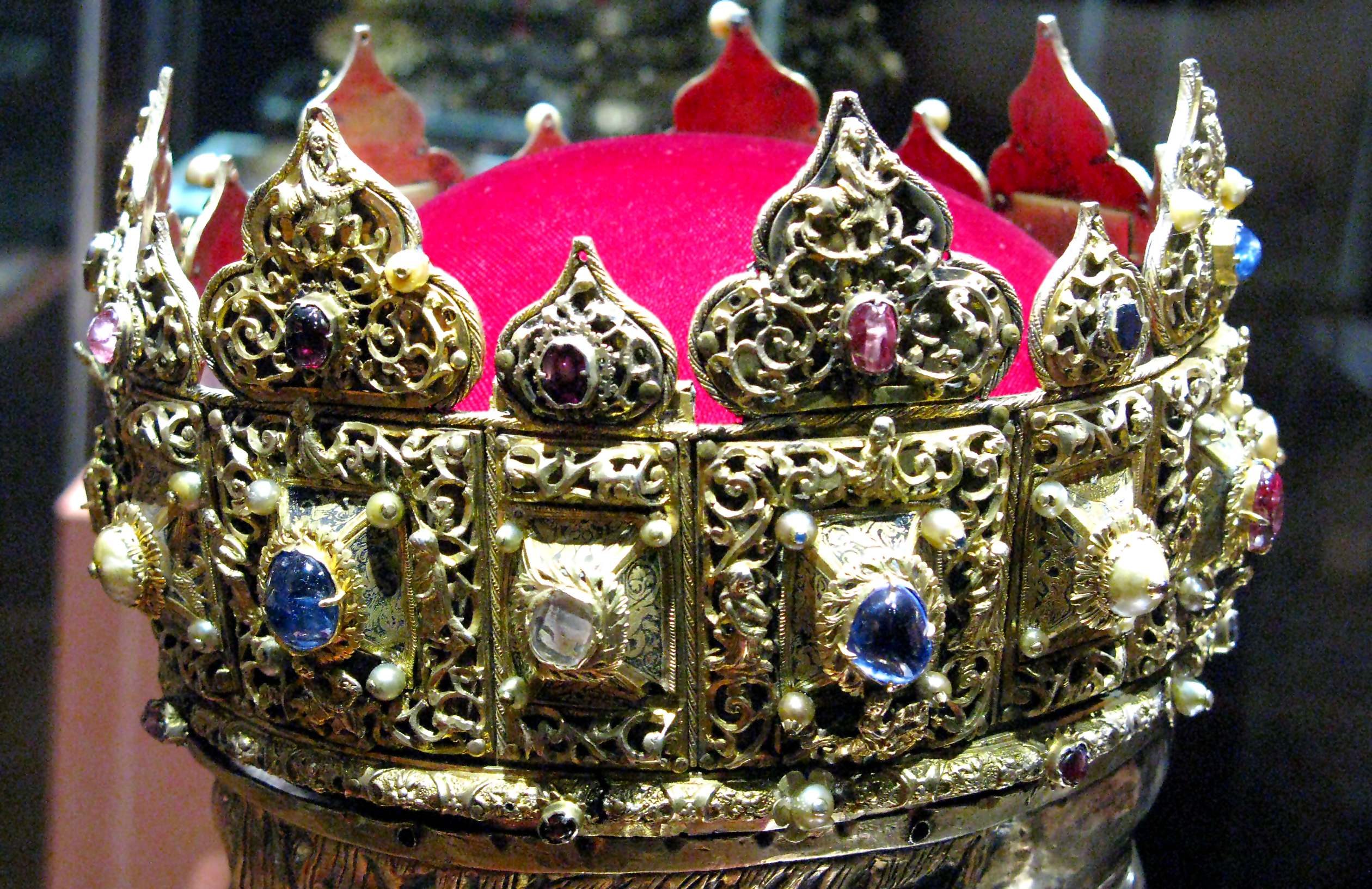
Korona wieńcząca relikwiarz św. Zygmunta

Korona wieńcząca relikwiarz św. Zygmunta jest dziełem zagadkowym.  Od strony stylistycznej ma ścisły związek ze szczerozłotym krzyżem relikwiarzowym, znajdującym się w skarbcu z katedry krakowskiej, wykonanym za czasów biskupa Jana Rzeszowskiego i króla Kazimierza Jagiellończyka, przy udziale krakowskiej Kapituły Katedralnej. Krzyż ten składa się de facto z dwóch późnoromańskich koron. Korona zdobiąca relikwiarz św. Zygmunta w przeciwieństwie do krzyża jest srebrna, ma nieco uproszczone ażurowe ornamenty i odlewane figurki. Stąd też badacze niemalże zawsze łączyli oba zabytki w nierozerwalną, warsztatową całość, choć większą uwagę w badaniach zwracano na same korony wawelskiego krzyża.
W historiografii artystycznej utrwaliło się również wiele rozmaitych przypuszczeń odnośnie do proweniencji klejnotów, wskazywano na Górną Nadrenię i związki z dworem Hohenstaufów, na Węgry i związki z Arpadami, a nadto Dolną Lotaryngię i związki z mistrzami działającymi w kręgu m.in. złotnika Hugona d'Oiginies. Bardziej rozmaite hipotezy dotyczyły posiadaczy płockiej korony, kojarzono ją m.in. z córkami Beli IV – Konstancji lub Jolanty, lub Konradem Mazowieckim.
Na temat czasu powstania korony, jej związku z relikwiarzem powstało wiele rozmaitych przypuszczeń badaczy. Uznawano ją zarówno za dzieło późnoromańskie (powstałe w drugiej lub trzeciej ćwierci XIII wieku), lub powstałe później (m.in. w czasie konserwacji w 1601 r.). Przypuszczano też, że podczas wspomnianej konserwacji zachowano późnoromańskie oprawy z kamieniami szlachetnymi, a dekoracja korony powstała na pocz. XVII w. inspirowana dekoracją jednej z koron zdobiącej wawelski krzyż. Nieznana jest też pierwotna proweniencja korony, pierwotni posiadacze klejnotu oraz okoliczności włożenia na relikwiarz św. Zygmunta.
Płocki relikwiarz Św. Zygmunta należy do cennych darów złotniczych króla Kazimierza Wielkiego, który nadto ufundował inne zachowane do dziś dzieła: relikwiarz popiersiowy św. Marii Magdaleny dla kościoła w Stopnicy (obecnie w skarbcu katedralnym w Kielcach) oraz trzy kielichy, dla kościołów w Trzemesznie (obecnie w zbiorach Skarbca Koronnego na Wawelu), Stopnicy (obecnie w skarbcu katedry w Kielcach) oraz kolegiaty w Kaliszu (in situ). Najważniejszy dar złotniczy Kazimierza Wielkiego nie zachował się;  był nim szczerozłoty i bogato kameryzowany krzyż relikwiarzowy ofiarowany krakowskiej katedrze, o czym poświadczają średniowieczne (m.in. pióra Janka z Czarnkowa i Jana Długosza) i nowożytne (inwentarze skarbca katedry wawelskiej) źródła.
Historia płockiego relikwiarza św. Zygmunta stała się niedawno (2014 r.) tematem przygodowego komiksu opublikowanego przez wydawnictwa Dolna Półka. Połączono tu fantastykę, legendy z autentycznymi wydarzeniami historycznymi. Inicjatorem dzieła był Andrzej Stański. Scenariusz napisał scenarzysta i publicysta komiksowy Bartek Biedrzycki (m.in. magazyn Kolektyw, Gniazdo Światów, Spełniony sen - rzecz o hrabim Witoldzie Skórzewskim i powstaniu Konstancina), zaś ilustracje wykonał Maciej Pałka.